# Леушино (Булатовское сельское поселение)
Леу́шино — деревня в Кашинском городском округе Тверской области.
Находится в 15 км к юго-западу от Кашина. Расположена на берегу речки Марзынки, недалеко от её впадения в Медведицу.

## История
Раньше на современной территории деревни были расположены ещё деревня Аспидниково и погост Никольский, что на Песках (село Никольское на Песках). В 1813 году на погосте Никольском была построена каменная Никольская церковь с 2 престолами, метрические книги с 1780 года. 
В середине XIX века деревня Леушино относилась к Николо-Песковскому приходу Потуповской волости Кашинского уезда Тверской губернии.
- в 1858 году — 21 двор, 164 жителей.
- в 1889 — 33 двора, 199 жителей. , водяная мельница, 2 кузницы, мелочная лавка, промыслы: кузнечный, портняжный, сапожный, пилка и возка дров.

В 1997 году в Леушино 90 хозяйств, 246 жителей; администрация сельского округа, правление АО «Большая Медведица», пилорама, зерносушильный пункт, механич. мастерская, мельница, картофелехранилище, неполная ср. школа, детсад, ДК, медпункт, отделение связи, столовая, магазин; обелиск воинам, павшим в Великой Отечественной войне. 
До 2005 года деревня была центром Леушинского сельского округа Кашинского района, с 2006 года входит в состав Булатовского сельского поселения, с 2018 года — в составе Кашинского городского округа.
До 2013 года в деревне работала Краснопесоцкая основная общеобразовательная школа.

## Население
| 1859 | 1889 | 1997 | 2002 | 2010 |
| ---- | ---- | ---- | ---- | ---- |
| 167  | ↗199 | ↗246 | ↘227 | ↘192 |

## Инфраструктура
В деревне имеются детский сад, фельдшерско-акушерский пункт, дом культуры, отделение почтовой связи.

## Достопримечательности
В деревне расположена недействующая Церковь Николая Чудотворца (1813).

## Известные уроженцы и жителиЛеушинского сельского округа
- фольклорист, филолог-самоучка В. И. Симаков (д. Челагино, 1879—1955)[10].
- чл.-корр. АН СССР, химик-неорганик А. В. Новоселова (д. Верезино, 1900—1986)[11][12].